# Inger Hammar

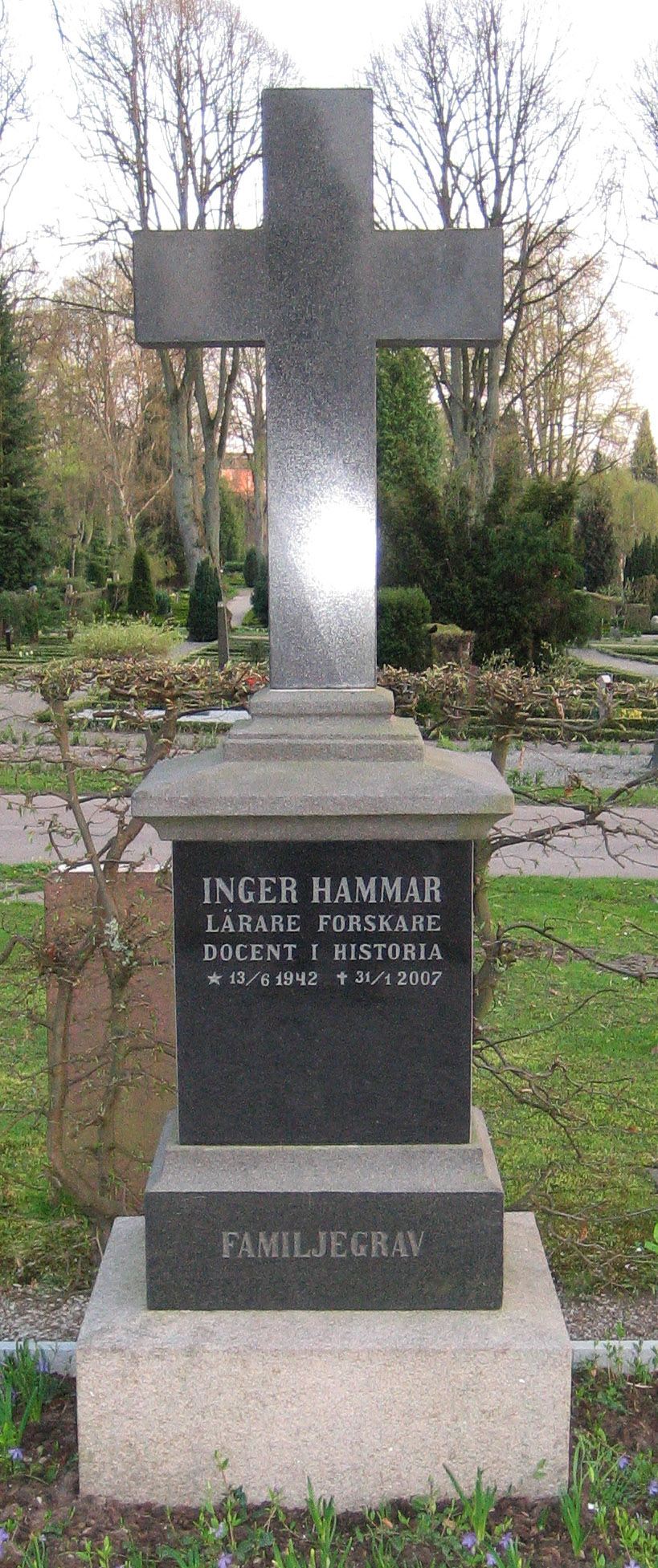
Inger Hammars gravsten på Norra kyrkogården i Lund.

Gun Inger Hammar, född Löfgren 13 juni 1942 i Oskarshamn, död 31 januari 2007 i Lund, var en svensk historiker. Hon var gift med ärkebiskopen K.G. Hammar. De har fem barn, bland dem Isak Hammar, docent i historia vid Stockholms universiet.
Inger Hammar blev student vid Lunds universitet 1962. Hon studerade bland annat religionshistoria och kom därvid att lära känna sin blivande make. De gifte sig 1965, samma år som han prästvigdes.
Inger Hammar arbetade i många år som lärare inom såväl komvux som gymnasieskolan, bland annat på Spyken i Lund. 1994 tog hon tjänstledigt för att påbörja forskarstudier i historia; fem år senare blev hon filosofie doktor på avhandlingen Emancipation och religion - den svenska kvinnorörelsens pionjärer i debatt om kvinnans kallelse ca 1860-1900 (1999).
Sedan maken 1997 blivit ärkebiskop bosatte sig paret i Uppsala. Inger Hammar fortsatte här att verka inom flera forskningsprojekt och publicerade 2004 sitt nästa större verk, För freden och rösträtten - kvinnorna och den svensk-norska unionens sista dagar. Därutöver publicerade Hammar också flera kapitel i olika antologier rörande bland annat genusforskning, men också i det stora översiktsverket Sveriges kyrkohistoria, samt medverkade med artiklar och recensioner i olika vetenskapliga tidskrifter såsom Scandia, Historisk tidskrift och Kvinnovetenskaplig tidskrift. Hon var också verksam som föreläsare.
Hammar ligger begravd på Norra kyrkogården i Lund.